# Osttimoresisch-vanuatuische Beziehungen
Die osttimoresisch-vanuatuischen Beziehungen beschreiben das zwischenstaatliche Verhältnis von Osttimor und Vanuatu.

## Geschichte

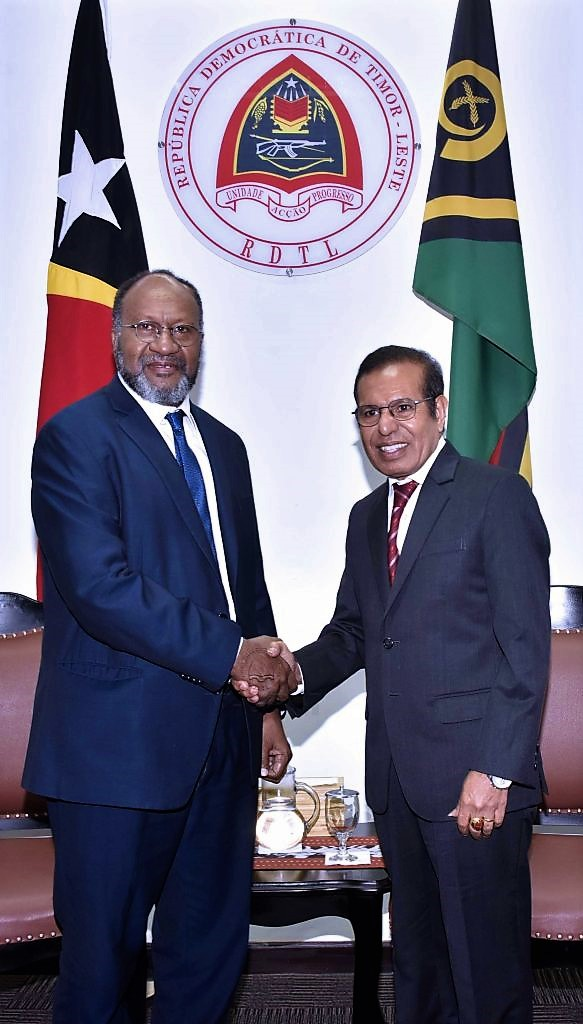
Vanuatus Premierminister Charlot Salwai zu Besuch bei Osttimors Premierminister Taur Matan Ruak (2019)

Premierminister Vanuatus setzten sich während der indonesischen Besatzung Osttimors (1975–1999) für die Unabhängigkeit des kleinen südostasiatischen Landes ein. Dafür erhielten Premierminister Barak Sopé, die Politikerin Hilda Lini und der Diplomat Robert Van Lierop den Ordem de Timor-Leste und Premierminister Walter Hadye Lini postum den Ordem de Laran Luak. Am 31. August 2019 verlieh Osttimors Präsident Francisco Guterres zusätzlich der Regierung Vanuatus den Ordem de Timor-Leste. Osttimors ehemaliger Präsident Xanana Gusmão ist Träger des Ordens Vanuatus erster Klasse.
Vanuatu beteiligte sich mit Polizeipersonal an der Übergangsverwaltung der Vereinten Nationen für Osttimor (UNTAET), der Unterstützungsmission der Vereinten Nationen in Osttimor (UNMISET) und der Integrierte Mission der Vereinten Nationen in Timor-Leste (UNMIT).
Nach dem Zyklon Pam bot Osttimor 2015 Vanuatu Unterstützung beim Wiederaufbau an.
2018 besuchte Xanana Gusmão erneut Vanuatu. Thema der Gespräche waren maritime Grenzziehungen. Osttimor hatte mit Australien Grenzstreitigkeiten zu seinen Gunsten beilegen können. Vanuatu möchte die Erfahrungen Osttimors nutzen, da es zwischen Vanuatu und Frankreich (Neukaledonien) ebenfalls Unstimmigkeiten um die Grenzziehungen bei den Matthew- und Hunterinseln gibt.
Osttimor ist zwar Teil Asiens, hat aber auch Ethnien, die Papuasprachen sprechen, weshalb es auch Beziehungen zur melanesischen und pazifischen Welt pflegt. Als Beobachter nahm Osttimor am dritten Gipfel der AKP-Staaten im Juli 2002 und seit August 2002 an den jährlichen Treffen der Staats- und Regierungschefs des Pacific Islands Forum teil. 2016 trat das Land dem Pacific Islands Development Forum bei. Seit 2010 hat Osttimor Beobachterstatus bei der Melanesian Spearhead Group, deren Sitz in Vanuatus Hauptstadt Port Vila ist.

## Diplomatie
Die beiden Staaten haben keine diplomatische Vertretung im jeweils anderen Land. Vanuatus Botschafter  Kalfau Kaloris übergab seine Akkreditierung am 17. Februar 2015.

## Wirtschaft
Für 2018 gibt das Statistische Amt Osttimors keine Handelsbeziehungen zwischen Osttimor und Vanuatu an.